# Xian autonome mandchou de Fengning

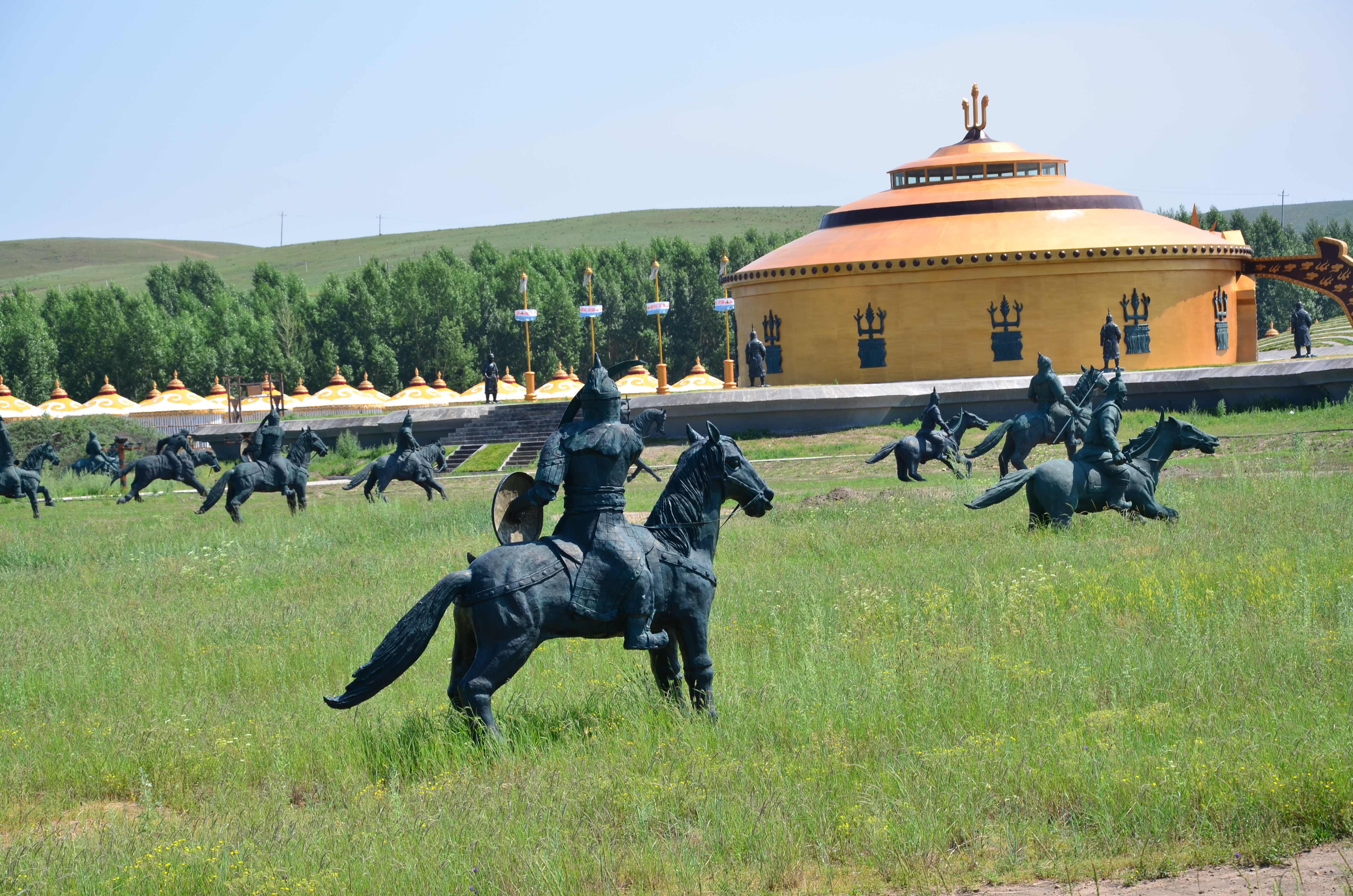
Le ancien palais de Genghis Khan sur prairie nord de Xian.

Le xian autonome mandchou de Fengning (丰宁满族自治县 ; pinyin : Fēngníng mǎnzú Zìzhìxiàn) est un district administratif de la province du Hebei, en Chine. Il est placé sous la juridiction de la ville-préfecture de Chengde.

## Démographie
La population du district était de 373 038 habitants en 1999.